# Martin Wostenholme
Martin Wostenholme, né le 11 octobre 1962 à Toronto, est un joueur de tennis canadien, professionnel entre 1984 et 1992.

## Carrière
Martin Wostenholme est diplômé de Yale et a obtenu un MBA à l'université de New York en 1984.
Membre de l'équipe du Canada de Coupe Davis depuis 1980, il a fait partie de l'équipe qui évolue pour la première fois dans le Groupe Mondial en 1991. Il perd ses deux simples contre Emilio Sanchez et Sergi Bruguera. Sélectionné à dix reprises, son bilan est de douze victoires pour huit défaites.
Vainqueur d'un tournoi Challenger à West Palm Beach en 1985, il a atteint sur le circuit ATP les demi-finales à Guaruja en 1988 et 1991 ainsi qu'à Rio de Janeiro en 1990. Il est le premier joueur canadien à avoir remporté un match dans chaque tournoi du Grand Chelem en simple.
Il a battu Pat Cash, 11e à Forest Hills en 1987 et Alberto Mancini no 10 lors du tournoi de Stuttgart outdoor en 1989 où il atteint les quarts de finale.
Martin Wostenholme a fondé une société de management sportif et dirige un club de tennis à Locust Valley. Président du comité de développement à Tennis Canada, membre du conseil d'administration et du comité exécutif, il a été introduit au Canadian Tennis Hall of Fame en 2003.

## Parcours dans les tournois duGrand Chelem

### En simple
| Année | Open d'Australie | Open d'Australie | Internationaux de France | Internationaux de France | Wimbledon       | Wimbledon     | US Open        | US Open        |
| ----- | ---------------- | ---------------- | ------------------------ | ------------------------ | --------------- | ------------- | -------------- | -------------- |
| 1985  | —                | —                | —                        | —                        | —               | —             | 2e tour (1/32) | John McEnroe   |
| 1986  | —                | —                | 2e tour (1/32)           | Guillermo Vilas          | —               | —             | 2e tour (1/32) | S. Živojinović |
| 1990  | 2e tour (1/32)   | Mats Wilander    | 1er tour (1/64)          | Andre Agassi             | 1er tour (1/64) | Darren Cahill | —              | —              |

N.B. : à droite du résultat se trouve le nom de l'ultime adversaire.

## Parcours dans lesChampionship Series
| Année | Indian Wells | Miami | Monte-Carlo | Hambourg | Rome | Canada             | Cincinnati | Stockholm | Paris |
| ----- | ------------ | ----- | ----------- | -------- | ---- | ------------------ | ---------- | --------- | ----- |
| 1990  | —            | —     | —           | —        | —    | 2e tour P. Sampras | —          | —         | —     |

N.B. : sous le résultat se trouve le nom de l’ultime adversaire.